# Edward Mandell House
Edward Mandell House, född 26 juli 1858 i Houston, Texas, USA och död 28 mars 1938 i New York, USA, var en amerikansk diplomat och rådgivare åt presidenterna Woodrow Wilson och Franklin D. Roosevelt. Han spelade en central roll vid utarbetandet av villkoren för fredsavtalet som följde på första världskriget. Han är känd som överste House, trots att han inte hade någon militär bakgrund.

## Biografi
House avbröt vid faderns död sina studier vid Cornell University för att sköta familjens företag. Småningom sålde han bomullsplantagerna och investerade i bankväsendet, samt flyttade omkring 1902 till New York.
Sitt intresse för politik förverkligade han till stor del som aktör bakom kulisserna. Han bidrog fyra gånger till att säkra guvernörskapet i Texas åt sin kandidat och fungerade därefter som deras rådgivare 1892-1904. Den förste av dem, Jim Hogg (1892-1894) gav honom hederstiteln överste.
Han publicerade 1912 Philip Dru: Administrator som torde vara den politiska roman som haft det största direkta inflytandet under denna tidsepok. Både Wilson och Roosevelt tog starka intryck av den.
House blev nära vän till Woodrow Wilson, som 1911 valts till guvernör i New Jersey. Han medverkade påtagligt till dennes presidentnominering året därpå och erbjöds en ministertaburett men föredrog att istället verka som grå eminens. Hans ställning som presidentens förtrogna markeras av att han bodde i Vita huset.
Den initiativrikedom och radikala anda som House besjälades av satte sina spår i regeringens politik. Som rådgivare åt Wilson medverkade han vid utnämningen av ministrar och skapandet av centralbanken, Federal Reserve. Han stod på god fot med nyckelpersoner i kongressen och spelade en viktig roll för dess antagande av Wilsons lagstiftning. 
Framför allt ägnade han sig åt internationella frågor och var, efter att ha sonderat möjligheterna av amerikansk medling, pådrivande ifråga om USA:s inträde i första världskriget. Under kriget ansvarade han för koordinering av manskap, finanser, förnödenheter och transport med de allierade. Inte minst hade han viktiga diplomatiska uppdrag. Han fick i uppdrag att utarbeta en stadga för Nationernas förbund, liksom att överlägga om vapenstillestånd tillsammans med de allierade. Han medverkade vid tillkomsten av Wilsons 14 punkter och övertalade de allierade att anta dem som villkor för ett fredsavtal.
House tjänstgjorde i NF:s mandatkommission och manade Wilson att godta Versaillesfreden. Meningsskiljaktigheter och tilltagande personmotsättningar mellan honom och presidenten seglade emellertid upp. När han i förhandlingarna i de tios råd gjorde kompromisser som Wilson inte kunde godta förlorade denne förtroendet för honom och han blev avskedad.
House verkade också som rådgivare åt Franklin D. Roosevelt fram till sin död 1938, men spelade inte samma framträdande roll som under Wilsons regeringstid.